# 奈良交通奈良営業所
奈良交通奈良営業所(ならこうつうならえいぎょうしょ)は、奈良県大和郡山市白土町にある奈良交通の営業所。奈良交通奈良貸切営業所、エヌシーバス郡山営業所と併設している。最寄停留所は白土町（奈良営業所構内に設置）。
奈良県道754号沿い。近隣に西濃運輸奈良支店、森精機テクニカルセンター、奈良交通教習所がある。

## 沿革
以前は奈良市南京終町に存在したが、1988年3月20日に郡山営業所として一部機能を移転、1998年2月1日に郡山営業所を統合して一本化した。同時に天理市指柳町にあった天理営業所も廃止された。
元の奈良営業所跡地は近鉄バス奈良営業所跡地と共にイオン大安寺ショッピングセンター（現：イオンタウン大安寺、ザ・ビッグエクストラ大安寺店）となった。
- 1943年、奈良市杉ヶ町に開設。
- 1957年、奈良市南京終町へ移転。
- （時期不明）高畑車庫を統合。
- 1973年
  - 3月8日、近畿日本鉄道（近鉄バス）の上狛営業所管轄路線だった山城線（京都府南部の綴喜郡・相楽郡各系統）・木津高山線・上野線等）が近畿日本鉄道から奈良交通へ移管とともに本営業所の管轄へ。新たに奈良県生駒市、京都府綴喜郡田辺町（現・京田辺市）、相楽郡精華町・和束町・南山城村・三重県阿山郡島ヶ原村（現・伊賀市）、上野市（同）も奈良営業所所管路線が通る自治体に加わった。
  - 7月1日、平城団地線（高の原地区）を運行開始。
- 1988年3月20日、郡山営業所を大和郡山市白土町に開設、奈良営業所管内のうち神殿・西ノ京・尼ヶ辻・阪奈道路線・西大寺・高の原・青山住宅・京都府南部方面と木津高山線・上野線・笠置線・柳生線を郡山営業所へ移管。奈良営業所担当路線は市内循環を中心とする奈良市街・奈良公園エリアと京都線・東山線に狭まる。
- 1992年11月24日、平城営業所開設に伴い奈良市北部～京都府南部路線（上野線を含む）を平城営業所へ移管。
- 1994年3月、奈良郵便輸送車両基地を奈良営業所（当時）敷地内からへ奈良市七条町へ移転。
- 1998年2月1日、天理営業所（天理市指柳町）を統廃合。奈良営業所を郡山営業所所在地へ移転統合し奈良営業所となる。

## 現行路線

### 一般路線
路線は主に、近鉄奈良駅、JR奈良駅、天理駅、近鉄郡山駅を起点としている。
本営業所一般路線（コミュニティバスを含む）の運行エリア自治体は奈良県奈良市、天理市、大和郡山市、生駒市、平群町、斑鳩町、安堵町、山添村、川西町、三宅町、田原本町、京都府木津川市（笠置線の綾吾谷バス停）に跨がる。
以前は本営業所管轄路線が乗り入れていた、王寺町、三郷町、河合町、橿原市、桜井市、京都府城陽市、京田辺市、井手町、精華町、笠置町、和束町（旧上野線の木屋バス停があった）、南山城村、三重県伊賀市（旧島ヶ原村・旧上野市）からは完全に撤退している。
なお、小型バス運行路線の多くはエヌシーバス郡山営業所に運行を委託している。

#### 新大宮二条大路線
- 19：新大宮駅北口 - 宮跡庭園

主に、イトーヨーカドー奈良店への輸送を担っていたが、イトーヨーカドーの送迎バスが運行されたため減便された。
2020年3月14日改正より、毎月第2土曜日に1往復のみの運行となった。

#### 市内循環線

奈良交通市内循環線路線図

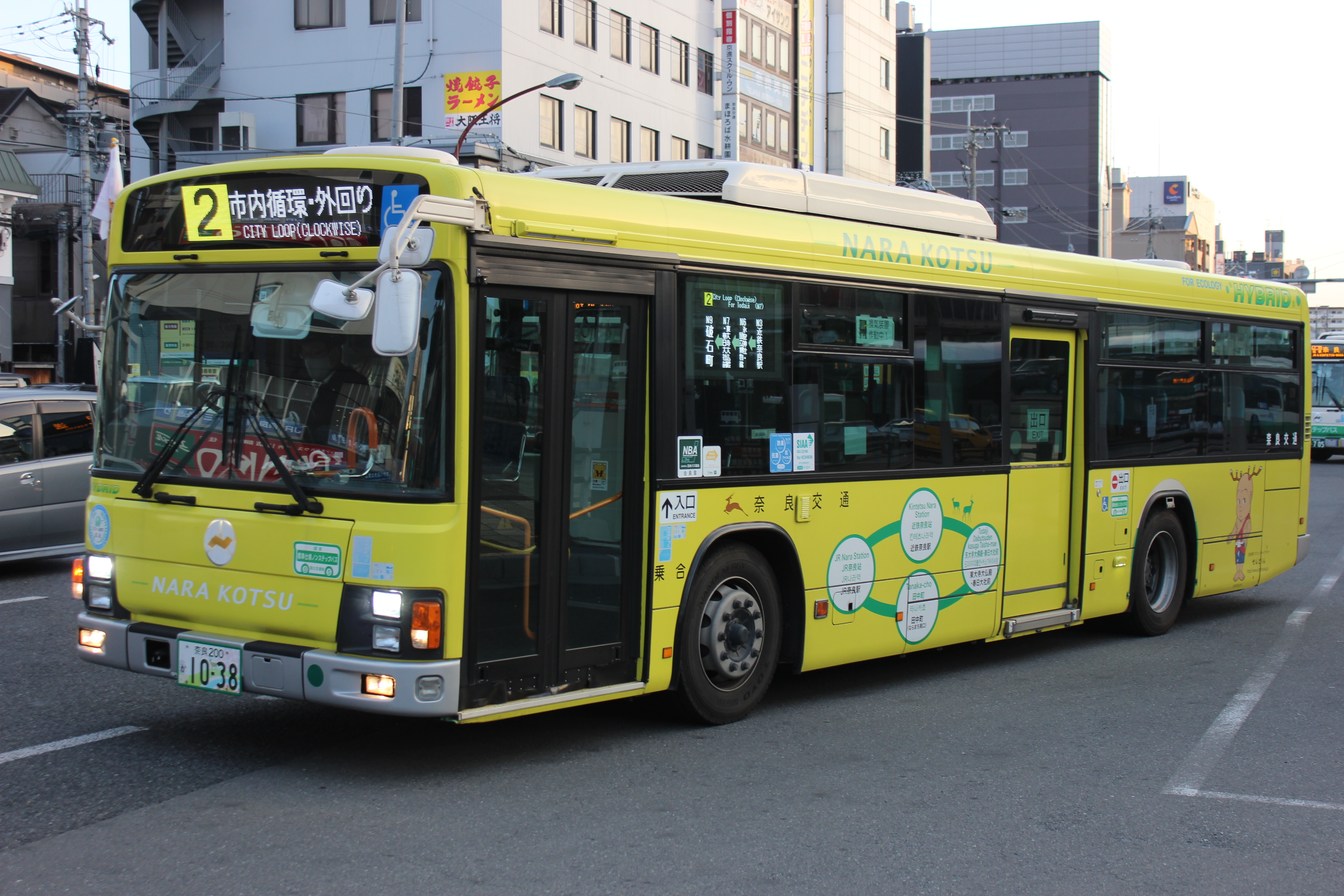
2系統（JR奈良駅前）

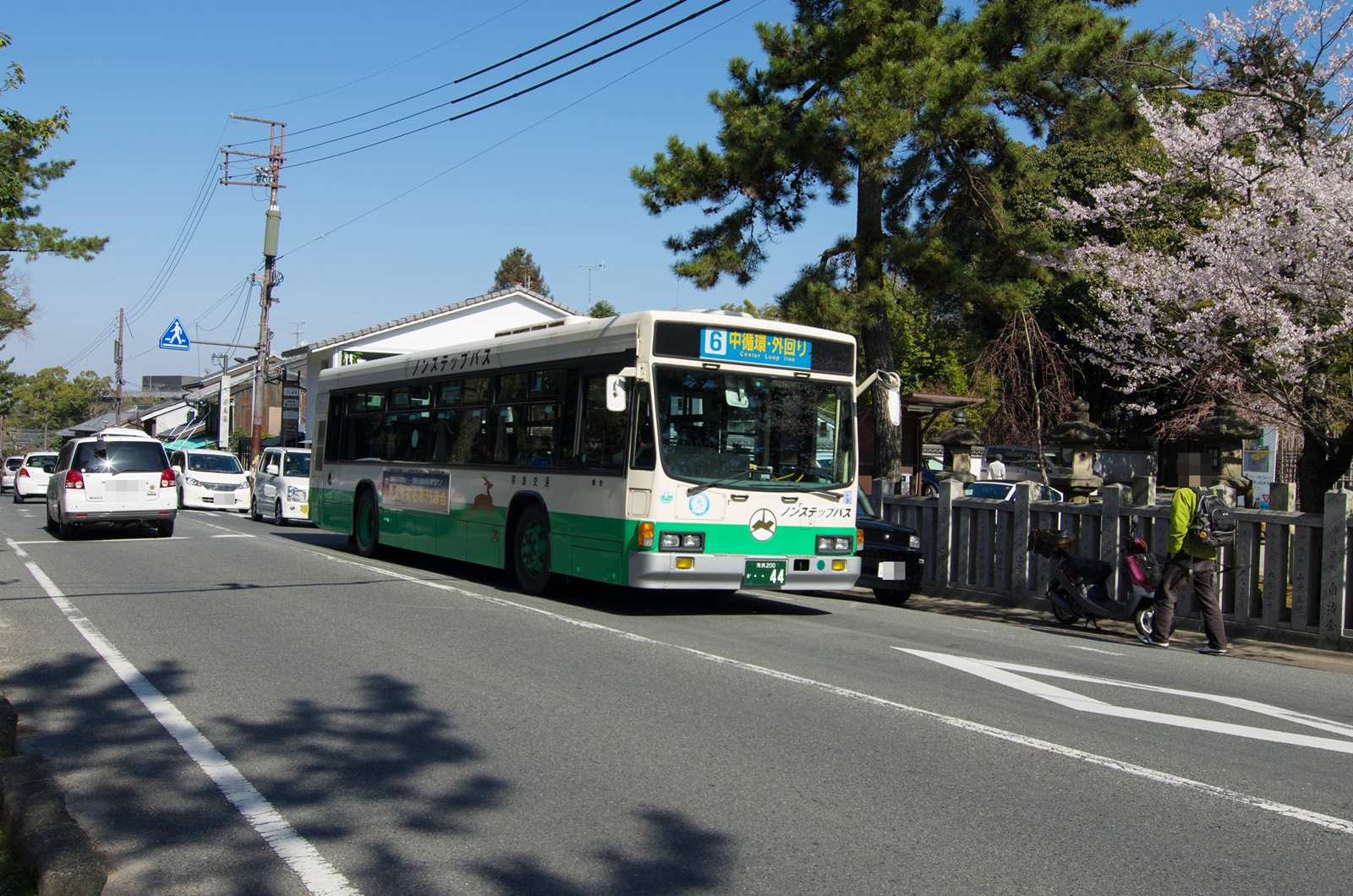
6系統（氷室神社付近）

- 1：JR奈良駅 → 大森町 → 八軒町（はちけんまち） → 田中町 → 高畑町（たかばたけちょう） → 東大寺大仏殿・国立博物館 → 近鉄奈良駅 → JR奈良駅（市内循環・内回り）
- 2：JR奈良駅 → 近鉄奈良駅 → 氷室神社・国立博物館 → 大仏殿春日大社前 → 高畑町 → 田中町 → 八軒町 → 大森町 → JR奈良駅（市内循環・外回り）
- 6：近鉄奈良駅 → 氷室神社・国立博物館 → 大仏殿春日大社前 → 高畑町 → 綿町 → 南袋町 → 近鉄奈良駅（中循環・外回り）

（廃止系統）

- 5：近鉄奈良駅 → 南袋町（みなみぶくろちょう） → 綿町（わたまち） → 高畑町 → 東大寺大仏殿・国立博物館 → 近鉄奈良駅

1系統・2系統がメインである。乗車方法は、前乗り中（後）降り先払い。主に市内循環専用のラッピング車両（ノンステップバス）が使用されていて、車内には案内で使用される液晶モニターが設置されている。以前は、3扉バス（リフト付き）、ワンステップバスなども使用されていた。2007年3月からは、レトロ調バス（バンビーナ号）が運行されていた。（もともとは、京浜急行バスの車両で、りんどう号に使われていた。2013年3月で運行終了）
日中は1系統が16分毎、2系統が15分毎に運行される。各停留所にナンバリングが付番されている。市内循環は2系統のほうが運転時間帯が長く、かつては深夜バスの運行も行われていた。中循環は平日朝のみの運行。
5系統は2015年（平成27年）4月1日のダイヤ改正をもって廃止された。

#### 奈良公園線
- 7：JR奈良駅 - 近鉄奈良駅 - 春日大社本殿

#### 奈良西大寺線
- 11：大和西大寺駅 → 平城宮跡 → 法華寺→ 一条高校前
- 12：JR奈良駅西口 - 油阪船橋（あぶらさかふなはし）商店街 - 近鉄奈良駅 - 法蓮仲町（ほうれんなかまち） - 法華寺（ほっけじ） - 平城宮跡 - 大和西大寺駅
- 14：JR奈良駅西口 - 油阪船橋商店街 - 近鉄奈良駅 - 法蓮仲町 - 法華寺 - 航空自衛隊 - 平城宮跡 - 大和西大寺駅

※14系統は、12系統と法華寺線13系統を統合する形で運行されるようになった。
（廃止系統）

- 140：白土町（しらつちちょう） - 番匠田中（ばんじょうたなか） - シャープ前 - 北神殿（きたこどの） - 大安寺 - 大森町 - 三条川崎町 - JR奈良 - 油阪船橋商店街前 - 近鉄奈良駅 - 法蓮仲町 - 法華寺前 - 平城宮跡 - 西大寺駅
- 69：近鉄奈良駅 - 油阪船橋商店街前 - JR奈良駅 - 南添川 - 三条大路五丁目 - 二条町 - 西大寺駅
- 10：JR奈良駅 - 油阪船橋商店街前 - 近鉄奈良駅 - 法蓮仲町 - 法華寺 - 平城宮跡 - 西大寺駅 - 北秋篠 - 秋篠西 - 平城中山 - 押熊
- 11：JR奈良駅 - 油阪船橋商店街前 - 近鉄奈良駅 - 法蓮仲町 - 法華寺 - 平城宮跡 - 歌姫町

140系統は2008年（平成20年）3月17日のダイヤ改正をもって廃止された。
12系統は朝の通勤時間帯のみ、11系統は平日深夜2本のみ運行。
12系統および14系統は2013年3月17日のダイヤ改正にてJR奈良駅西口発着となった。
※ 歴史については、平城営業所－押熊線・歌姫線を参照の事

#### 法華寺線
- 13：JR奈良駅西口 - 油阪船橋商店街 - 近鉄奈良駅 - 法蓮仲町 - 法華寺 - 航空自衛隊
- 15：高畑町 - 近鉄奈良駅 - 法蓮仲町 - 法華寺 - 航空自衛隊
- 131：北神殿 → 南京終町 → 大安寺 → 大森町 → 三条川崎町 → JR奈良駅西口 → 油阪船橋商店街 → 近鉄奈良駅 → 法蓮仲町 → 法華寺 → 航空自衛隊

2010年3月19日現在、15系統は平日に1往復のみを、131系統は平日の朝方に航空自衛隊ゆき1本のみを運行。
13系統および131系統は2013年3月17日のダイヤ改正にてJR奈良駅の乗り場が東口から西口に変更された。

#### 奈良学園線
- 文：近鉄郡山駅 → 奈良学園（急行、途中山田町のみ停車）

北大和営業所・西大和営業所も担当している。

#### 恋の窪線
- 28：近鉄奈良駅 - 奈良市庁前 - 柏木町南 - 恋の窪町

#### 奈良富雄線
- 41：尼ヶ辻駅 - 宝来三丁目 - 宝来 - 東坂 - 藤の木台一丁目 - 学園大和町 - 学園前駅（南）
- 48：近鉄奈良駅 - JR奈良駅 - 三条大宮町 - 尼ヶ辻駅 - 宝来三丁目 - 宝来 - 東坂 - 藤の木台一丁目 - 学園大和町 - 学園前駅（南）

（廃止系統）
- 39：尼ヶ辻駅 - 県総合医療センター口 - 県総合医療センター（エヌシーバス委託）
- 40：富雄駅 → 富雄中山 → 砂茶屋 → 宝来 → 県総合医療センター口 → 尼ヶ辻駅 → 三条大宮町 → JR奈良駅 → 近鉄奈良駅
- 43：近鉄奈良駅 - 三条大宮町 - 尼ヶ辻駅 - 県総合医療センター口 - 県総合医療センター

※2018年5月1日、奈良県総合医療センターの移転に伴い、39・43系統が廃止された。「県総合医療センター口」は、「宝来三丁目」へ改称。
※2014年4月1日、「県立奈良病院口」は「県総合医療センター口へ、「県立奈良病院前」は「県総合医療センター」へそれぞれ改称。
※2013年3月17日現在、48系統は北大和営業所と共管、41系統は尼ヶ辻駅ゆきが夕方から夜間にかけて数本・学園前駅ゆきが早朝に1本のみを運転。
※43系統は2018年3月17日改正で廃止された。廃止直前は平日・土曜（休日の場合を除く）の朝方に1往復のみ運転されていた。

#### 阪奈道路線
- 160：高畑町 - 近鉄奈良駅 - JR奈良駅西口 - 新大宮駅 - 奈良市庁前 - 朱雀門ひろば前 - 大和西大寺駅南口 - 阪奈宝来 - 学園前駅（南）
- 163  : 高畑町 - 近鉄奈良駅 - JR奈良駅西口 - 新大宮駅 - 奈良市庁前 - 朱雀門ひろば前 - 大和西大寺駅南口
- (廃止系統)
- 161：近鉄奈良駅 -（この間160系統に同じ）- 学園前駅（南）
- 162：近鉄奈良駅 →（この間160・161系統に同じ） → 大和西大寺駅南口

学園前高畑線は奈良県庁、奈良市庁などが所在する奈良市中心部から大和西大寺駅南口を経て奈良市西部の学園前駅方面へ至るバス路線である。学園前駅発着のバスは、前扉から乗車し、乗車時に整理券を受け取らない「前のり」運行が基本だが、学園前高畑線のバスは後扉から乗車し、乗車時に整理券を受け取る「後のり」運行である。バスのフロントガラスには「後のり」の表示がなされている。降車は前扉から行い、3扉を持つバスの場合は中扉を締め切りにして運行された。
※ 2011年（平成23年）3月のダイヤ改正以前は 260 : 高畑町 - 学研北生駒駅 で運行されていた。
※ 2006年（平成18年）3月の路線再編直前は 160 : 高畑町 - 西登美ヶ丘五丁目 で運行されていた。
2013年3月17日のダイヤ改正で、北大和営業所から当営業所に移管された。
2021年4月1日のダイヤ改正で、大和西大寺駅南口の駅前広場に停留所が新設。さらに「西大寺南町（さいだいじみなみまち）」「菅原東（すがはらひがし）」の停留所も新設された。160系統を平日の朝を除き近鉄奈良駅発着の161系統に変更したうえで、近鉄奈良駅から大和西大寺駅南口への片道運行となる162系統が新設された。

#### 奈良天理線
- 44：JR奈良駅 → 油阪船橋商店街 → 近鉄奈良駅 → 奈良ホテル → 紀寺町 → 古市 → 下山（しもやま）→ 窪之庄 → 窪之庄南 → 添上高校 →指柳（さしやなぎ） → 天理駅
- 50：天理駅 - 櫟本 - 窪之庄南 - 窪之庄 - 下山 - 古市 - 紀寺町 - 奈良ホテル - 近鉄奈良駅 - 油阪船橋商店街 - JR奈良駅
- 51：JR奈良駅 -（この間上記の50系統に同じ）- 下山
- 53：JR奈良駅 -（この間上記の50系統に同じ）- 窪之庄
- 66：天理駅 - 憩の家病院 - 憩の家外来棟
- 73：JR奈良駅 -（この間上記の50系統に同じ）- 櫟本 - シャープ総合開発センター
- 82：天理駅 - 憩の家病院 - 櫟本 -（この間上記の50系統に同じ）- JR奈良駅
- 92：天理駅 - 憩の家病院 - 憩の家外来棟 - 櫟本 -（この間上記の50系統に同じ）- JR奈良駅
- 182：天理駅 - 憩の家病院 - 櫟本 - 奈良東病院 - 窪之庄南 -（この間上記の50系統に同じ）- JR奈良駅
- 192：天理駅 - 憩の家病院 - 憩の家外来棟 - 櫟本 - 奈良東病院 -（この間上記の50系統に同じ）- JR奈良駅
- 250：JR奈良駅 →（この間上記の50系統に同じ）→ 窪之庄南 → 奈良東病院 → 櫟本 → 天理駅

（廃止系統）

- 93：天理駅→憩の家病院→憩の家外来棟→櫟本→（この間上記の47系統に同じ）→二条大路南一丁目　（※2011年3月16日のダイヤ改正にて廃止[8]）
- 250：JR奈良駅 →（この間上記の50系統に同じ）→ 窪之庄南 → 奈良東病院 → 櫟本 → 天理駅　(※2020年3月14日のダイヤ改正にて廃止）

2021年4月1日現在、44系統は平日に天理駅ゆき1本のみ、73系統は平日に1往復のみ（ただしシャープの休業日は運休）を運行。なお、66・92・192系統は土曜・休日には設定されておらず、92・192系統は82・182系統に変更される。2021年4月1日のダイヤ改正で、天理よろづ相談所病院の土曜の外来休診に伴い、土曜に憩の家外来棟を経由する92・192系統は憩の家外来棟を経由しない82・182系統に変更された。
1990年代前半まではJR奈良駅～近鉄奈良駅～下山～天理駅～桜井駅を結んだ長距離路線もあった。

#### 佐保スクール線
- 55：JR奈良駅 - 油阪船橋商店街 - 近鉄奈良駅 - 高畑町 - 護国神社（ごこくじんじゃ） - 奈良佐保短期大学
- 61：JR奈良駅 -（この間上記の55系統に同じ）- 奈良佐保短期大学 - 鹿野園町（ろくやおんちょう）

（廃止系統）

- 143：白土町 - （この間上記の142系統に同じ） - 鹿野園町

2010年3月19日現在、55系統は奈良佐保短期大学および高円高校各々の登下校時刻に合わせてダイヤが設定され、各校の休校日は一部が運休となる（土曜・休日は設定されていない）。なお、143系統は2008年（平成20年）3月17日のダイヤ改正をもって廃止された。

#### 山村線
- 56：JR奈良駅 - 油阪船橋商店街 - 近鉄奈良駅 - 高畑町 - 護国神社 - 藤原町 - 山村町
- 57：JR奈良駅 -（この間上記の56系統に同じ）- 護国神社 - 藤原台
- 58：JR奈良駅 →（この間上記の56系統に同じ）→ 護国神社 → 奈良佐保短期大学 → 藤原町 → 山村町
- 62：JR奈良駅 -（この間上記の56系統に同じ）- 護国神社 - 藤原台 - 藤原町 - 山村町

（廃止系統）
- 144：白土町 - 番匠田中 - シャープ前 - 北神殿 - 大安寺 - 大森町 - 三条川崎町 - JR奈良駅 - 油阪船橋商店街前 - 近鉄奈良駅 - 高畑町 - 護国神社 - 藤原台
- 145：白土町 - （この間上記の144系統に同じ） - 護国神社 - 藤原町 - 山村町
- 146：白土町 - （この間上記の144系統に同じ） - 藤原台 - 藤原町 - 山村町
- 59：JR奈良駅 -（この間上記の56系統に同じ）- 護国神社 - 奈良佐保短期大学 - 南古市 - 藤原台

2010年3月19日現在、58系統は平日の朝方に山村町ゆき1本のみの運行。なお、59系統は2019年（平成31年）3月16日のダイヤ改正をもって、145・146系統は2008年（平成20年）3月17日のダイヤ改正をもって廃止された。

#### 六条山線
- 63：県庁前 - 近鉄奈良駅 - 油阪船橋商店街 - JR奈良駅 - 南添川（みなみそえかわ） - 三条大路五丁目 - 唐招提寺（六条山行きのみ） - 薬師寺東口（県庁前行きのみ） - 西ノ京駅 - 六条山 - 奈良県総合医療センター
- 64：西ノ京駅 - 六条山 - 奈良県総合医療センター（※エヌシーバス郡山営業所と共管）
- 65：西ノ京駅 - 国立奈良医療センター - 六条山 - 奈良県総合医療センター（※エヌシーバス郡山営業所と共管）
- 72：高畑町 - 県庁前 - 近鉄奈良駅 -（この間上記の63系統に同じ） - 六条山 - 奈良県総合医療センター
- 77：奈良県総合医療センター →（この間上記の63系統に同じ）→ 県庁前 → 春日大社本殿
- 78：春日大社本殿 → 県庁前 →（この間上記の63系統に同じ）→ 奈良県総合医療センター

西ノ京駅付近ではすれ違えない狭隘な区間が存在している為、誘導員が配置する事がある。
奈良公園と奈良県総合医療センターを結ぶ系統は、主に朝は63系統、日中は77・78系統、夕方以降は72系統が運行されている。
2018年3月17日改正より六条山～奈良県総合医療センター間を延伸、従来の70系統を春日大社本殿方面を77系統、奈良県総合医療センター方面を78系統として運行している。
77・78系統の運行時間帯において、春日大社本殿（春日大社の駐車場内にある）に入れないときは、県庁前始発・終着になったり、春日大社表参道始発・終着になることもあるので、案内に注意する必要がある。

#### 奈良白土線
- 79：近鉄奈良駅 - 油阪船橋商店街 - JR奈良駅 - 三条川崎町 - 大森町 - 大安寺 - 北神殿 - シャープ前
- 85：近鉄奈良駅 - （この間上記の79系統に同じ） - 北神殿 - 東九条町（とうくじょうちょう） - 西九条町（さいくじょうちょう） - 杏南町（からももみなみちょう）
- 86：近鉄奈良駅 - （この間上記の85系統に同じ） - 杏南町 - イオンモール大和郡山　※2010年3月19日運行開始[9]
- 87：高畑町 - 県庁前 - 近鉄奈良駅 - （この間上記の79系統に同じ） - シャープ前
- 90：県庁前 - （この間上記の87系統に同じ） - シャープ前
- 135：近鉄奈良駅 - （この間上記の79系統に同じ） - シャープ前 - 番匠田中 - 白土町
- 136：県庁前 - 近鉄奈良駅 - （この間上記の135系統に同じ） - 白土町

（廃止系統）

- 139：奈良阪 - 近鉄奈良駅 - （この間上記の135系統に同じ） - 白土町

この5系統は2008年（平成20年）3月17日のダイヤ改正をもって廃止された。

#### 二条大路郡山線
- 75：近鉄奈良駅 - 大宮町一丁目 - 新大宮駅 - 奈良市庁前 - 宮跡庭園 - 二条大路南一丁目 - 四条大路二丁目 - 柏木町南 - 国道杏 - 下三橋町東 - 大江町 - 発志院（はっしいん）西 - 国道横田

2020年3月14日改正より、毎月第2土曜日に1往復のみの運行となった。

#### 三橋線
- 26：JR郡山駅（東） - 下三橋町北 - 上三橋 - シャープ前

2010年3月19日現在、平日の始業・終業時刻に合わせて運行（ただし土曜・休日およびシャープの休業日は全便運休となる）。

#### 郡山イオンモール線
- 11：近鉄郡山駅 - 小川町 - イオンモール大和郡山

2010年3月19日運行開始。
- 21：JR郡山駅（東） - 下三橋町北 - イオンモール大和郡山

2010年3月19日運行開始。

#### 天理シャープ線
- 52：天理駅 - 櫟本 - シャープ総合開発センター
- 55：天理駅 - 憩の家病院 - 櫟本 - シャープ総合開発センター
- 65：天理駅 - 憩の家病院 - 憩の家外来棟 - 櫟本 - シャープ総合開発センター

65系統は天理よろづ相談所病院の外来休診日に運行されず、55系統が代わりに運行されている。2021年4月1日のダイヤ改正で、天理よろづ相談所病院の土曜の外来休診に伴い、土曜に憩の家外来棟を経由する65系統は憩の家外来棟を経由しない55系統に変更された。

#### 天理市内線
- 文：天理駅 - 天理中大路 - 天理本通り - 天理市庁前 - 天理大学
- 1：天理駅 → 天理商工会館 → 天理市庁前 → 天理教本部前 → 天理警察 → 天理駅 ※毎月25・26日のほか、天理教の行事開催日のみ運行

#### 笠置線
- 96：JR奈良駅西口 - 油阪船橋商店街 - 近鉄奈良駅 - 県庁前 - 東之阪町 - 緑ヶ丘浄水場 - 長尾町 - 中の川 - 岩船寺口（がんせんじぐち） - 須川（すがわ） - 下狭川（しもさがわ）
- 105：JR奈良駅西口 - 油阪船橋商店街 - 近鉄奈良駅 - 県庁前 - 東之阪町 - 緑ヶ丘浄水場 - 長尾町 - 中の川 - 岩船寺口 - 須川 - 下狭川 - 広岡
- 106：JR奈良駅西口 - 油阪船橋商店街 - 近鉄奈良駅 - 県庁前 - 東之阪町 - 緑ヶ丘浄水場 - 長尾町 - 中の川 - 岩船寺口 - 須川 - 奈良市東部出張所 - 須川 - 下狭川 - 広岡
- 文：（現）興東（こうとう）中学校 - 奈良市東部出張所 - 須川 - 下狭川 - 広岡　（※2014年4月1日改正にて新設[6]）
- 文：（現）興東中学校 → 奈良市東部出張所 → 須川　（※2014年4月1日改正にて新設[6]）

（廃止系統）

- 文：須川 - （旧）興東中学校 - 須川 - 下狭川 - 広岡　（※2014年4月1日改正にて廃止[6]）
- 77：JR奈良駅西口 - 油阪船橋商店街 - 近鉄奈良駅 - 県庁前 - 東之阪町 - 緑ヶ丘浄水場

（2018年3月17日にて廃止）
興東中学校の移転などに伴い、2014年4月1日、「奈良市東部出張所」は「（旧）興東中学校」より、「（現）興東中学校」は「大柳生小学校」よりそれぞれ改称。
2014年4月1日現在、106系統は平日のみの運行、「文」系統の各路線は休校日は運休となる。なお、96・105・106系統は小型バス（エヌシーバスに運行を委託）も使用。
77、96、105系統および106系統は2013年3月17日のダイヤ改正にてJR奈良駅の乗り場が東口から西口に変更された。

#### 奈良月ヶ瀬線
- 94：JR奈良駅西口 - 油阪船橋商店街 - 近鉄奈良駅 - 県庁前 - 東之阪町（ひがしのさかちょう） - 緑ヶ丘浄水場 - 下中の川 - 忍辱山（にんにくせん） - 大柳生 - 柳生 - 邑地中村（おおじなかむら） - 月ノ瀬 - 梅の郷月ヶ瀬温泉 - 石打
- 95：石打 → 梅の郷月ヶ瀬温泉 → 月ノ瀬 → 邑地中村 → 柳生 → 奈良市東部出張所 → 大柳生 → （この間上記の94系統に同じ） → JR奈良駅西口

興東中学校の移転などに伴い、「奈良市東部出張所」は2014年4月1日に「（旧）興東中学校」より改称。
95系統は平日にJR奈良駅ゆき1本を運行。長尾町 - 石打（奈良市東部出張所）間は、自由乗降区間となっている。また、桃香野口 - 石打間では三重交通の52・53・54系統（桃香野口 - 上野市駅、54系統は治田公民館発着）と並行しており、三重県伊賀市方面へ抜けることも可能である（いずれも便数少ない）。
94系統は2013年3月17日のダイヤ改正にてJR奈良駅の乗り場が東口から西口に変更された。

#### 奈良柳生線
- 100：JR奈良駅西口 - 油阪船橋商店街 - 近鉄奈良駅 - 県庁前 - 東之阪町 - 緑ヶ丘浄水場 - 下中の川 - 忍辱山 - 大柳生 - 柳生
- 102：JR奈良駅西口 - （この間上記の100系統に同じ） - 柳生 - 邑地中村

（廃止系統）

- 101：JR奈良駅西口 - （この間上記の100系統に同じ） - 忍辱山 - （旧）興東中学校（現：奈良市東部出張所） - 大柳生 - 柳生　（※2014年4月1日改正にて廃止[6]）

長尾町 - 柳生・邑地中村間は、自由乗降区間となっている。
100、101系統および102系統は2013年3月17日のダイヤ改正にてJR奈良駅の乗り場が東口から西口に変更された。

#### 柳生スクール線
- 文：北野山 - 大保（おおぼ） - 柳生 - 柳生小学校前
- 文：水越神社前 - 邑地中村 - 柳生 - 柳生小学校前

#### 東山線
- 122：JR奈良駅 - 油阪船橋商店街 - 近鉄奈良駅 - 高畑町 - 白毫寺（びゃくごうじ） - 奈良春日病院 - 日笠 - 下水間（しもみま）
- 123：JR奈良駅 - （この間上記の122系統に同じ） - 奈良春日病院
- 124：JR奈良駅 - （この間上記の122系統に同じ） - 下水間 - 北野　※地域間幹線系統として、国・奈良県の補助を受ける[10]。
- （311）：日笠 - 沓掛 - 大平尾上出 - 大平尾（おびらお）
- 文：田原横田（たわらよこた）→ 日笠 → 下水間 → 御影（ごえい）

日笠 - 大平尾間系統は平日・土曜（休日の場合を除く）に1往復のみを運行、日笠でJR奈良駅発着のバス（124系統）と連絡するダイヤが組まれ、乗り継ぎ運賃も設定されている。白毫寺 - 下水間・北野間は、自由乗降区間となっている。
（廃止系統）

- 下水間 - 北野 - 国道山添 - 中峯山 - 五月橋

#### 奈良都祁線
- 文：上杣ノ川 - 下水間 - 御影 - 下水間 - 日笠 - 田原横田
- 文：田原横田→日笠→下水間→上杣ノ川

白毫寺 - 下水間間は、自由乗降区間となっている。
（廃止系統）

- 120：JR奈良駅 - 油阪船橋商店街前 - 近鉄奈良駅 - 高畑町 - 白毫寺 - 奈良春日病院前 - 日笠 - 下水間 - 上杣ノ川（かみそまのかわ） - 馬場 - 高松 - 上戸賀橋 - 針東口 - 針インター - 奈良市都祁交流センター
- 121：下水間 - （この間上記の120系統に同じ） - 奈良市都祁交流センター

この2系統は2015年（平成27年）6月1日のダイヤ改正をもって廃止、奈良市コミュニティバスに移行した。

#### 平城遷都1300年記念事業に伴う臨時路線
下記の路線は、平城遷都1300年記念事業に伴い2010年4月24日から11月7日まで運行していた。（1300系統はその後も不定期に運行されることがある。下記参照）
平城宮跡会場内にバスターミナルを設置し、シャトルバスの発着点として利用していた。なお、有料の路線バスは会場内には入らないため、沿道の、二条大路南4丁目停留所を利用することになる。
- 1300：高畑町 - 近鉄奈良駅 - 二条大路南4丁目（平城宮跡会場前） - 薬師寺駐車場

上記の阪奈道路線32,38系統赤膚山行き、北大和営業所所属の260系統学研北生駒駅行きと併せて、会場への輸送手段の一つとして利用されている。奈良交通の時刻表でもこれらの系統が併せて記載されている。期間中毎日運行。各停留所に停車。運賃は通常路線と同じ。おおむね11 - 15時台の運行で、平日は1時間に2本、土曜・休日は1時間に3本運転（このほかに38系統、260系統が1時間に各1本運転）された。
なお、本系統は、平城宮跡会場イベント終了後も、2010年11月中の土・日・祝日に限り1時間に2本運転された。今後の運行予定については未定。2015年現在は1300系統は運行されていない。
- 駅からのシャトルバス：JR奈良駅、大和西大寺駅 - 平城宮跡会場、平城宮跡会場→近鉄奈良駅

運賃は無料。JR奈良駅（西口）、大和西大寺駅（南口）からのバスは頻発運行。近鉄奈良駅の路線は駅行きのみ（午後のみの運転で45分間隔）。期間中毎日運行。途中ノンストップ。
- パーク＆バスライドのシャトルバス：木津川市、大和郡山市、奈良西駐車場 - 平城宮跡会場

フェア期間中（2010年4月24日〜5月9日、8月20日〜27日、10月9日〜11月7日）のみ運行で、この期間は、周辺の道路渋滞緩和のため、平城宮跡会場の駐車場を障害者等専用にして、郊外（木津川市、大和郡山市、奈良西）に駐車場を設け、そこからバスに乗り換えてもらう施策を取っていた。運賃は無料だが、協力金として普通車500円、50cc超のバイクは200円かかっていた。途中ノンストップ。木津川市発着は平城営業所、大和郡山市、奈良西発着は北大和営業所など、他の営業所の車両も運用に入っていた。

### スクール路線
- 文：須川 - 奈良市東部出張所 - 大柳生 - 忍辱山（にんにくせん） - 平清水口
- 文：都跡（みあと）小学校 - 二条町 - 平城宮跡
- 31：山辺高校 - 都祁中学校前 - 国道小倉 - 国道山添 - 山添中学校

興東中学校の移転などに伴い、2014年4月1日、「奈良市東部出張所」は「（旧）興東中学校」より改称。

### リムジン・高速路線

#### 奈良新宿線
- JR奈良駅 - 近鉄奈良駅 - 天理駅 - 大和高原都祁 - 大和高原山添 - バスタ新宿 - 京王プラザホテル
- 関東バスと共同運行。

#### 名古屋線
- JR奈良駅 - 近鉄奈良駅 - 天理（櫟本） - 大和高原都祁 - 大和高原山添 - 名鉄バスセンター
- 名鉄バスと共同運行。

#### 関西国際空港　奈良線
- JR奈良駅 - 近鉄奈良駅 - 奈良ホテル - 天理（櫟本） - 関西国際空港
- 関西空港交通と共同運行。

#### 大阪（伊丹）空港　奈良線
- 天理駅（一部） - JR奈良駅 - 近鉄奈良駅 - 新大宮駅 - 奈良県コンベンションセンター - 大和西大寺駅南口 - 第二阪奈生駒 - 大阪空港
- 大阪空港交通と共同で運行。
- 2021年4月1日のダイヤ改正により、大和西大寺駅南口に新たに停車するようになった。これにより、奈良市庁前、阪奈菅原、阪奈宝来の各リムジンバスのりばが廃止され、奈良市庁前については同バス停から南へ200メートルほどのところにある奈良県コンベンションセンターに移設された[13]。

#### 奈良・大阪-東京線

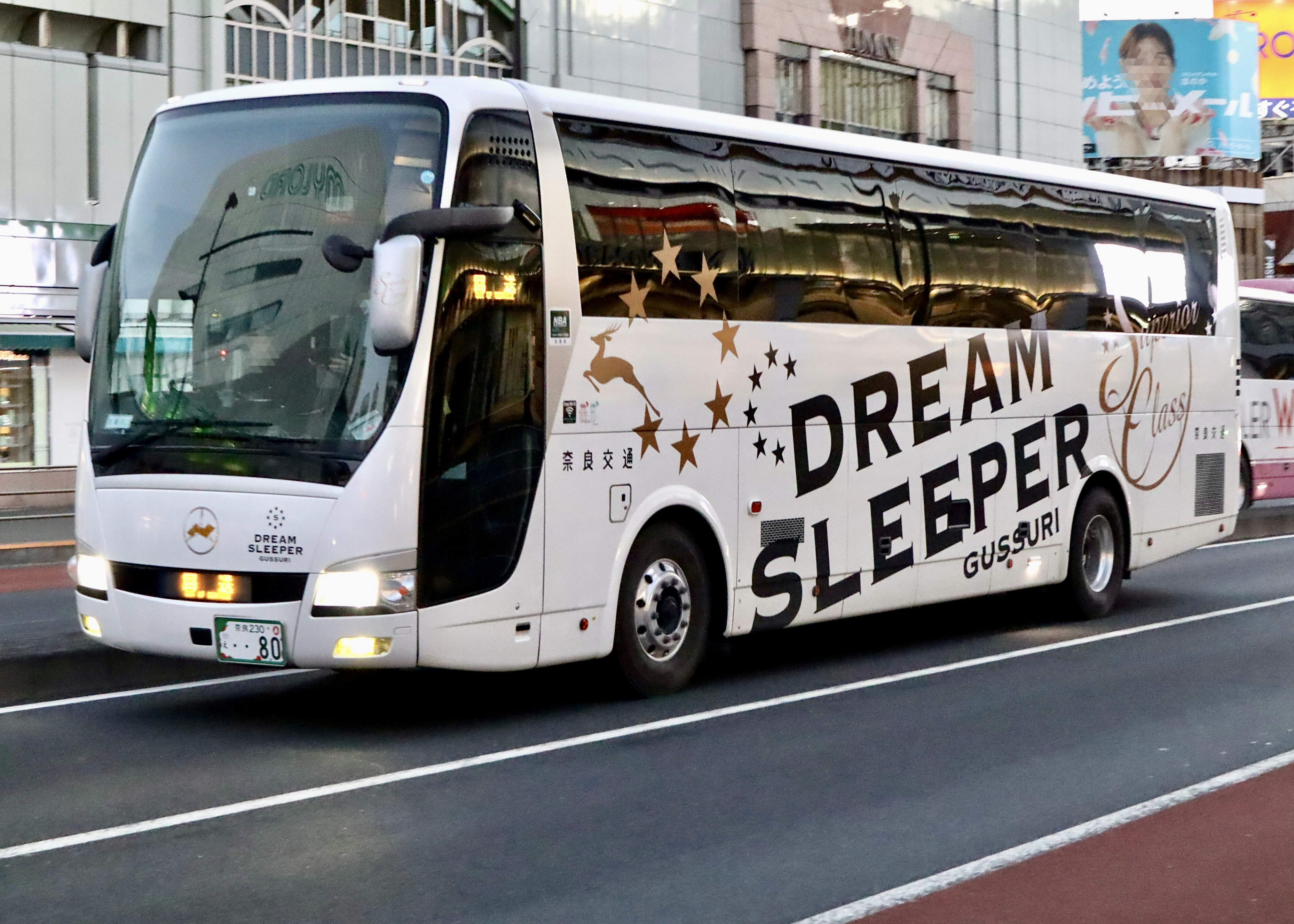
ドリームスリーパー

- ドリームスリーパー：JR奈良駅東口（4番のりば）→ 大和西大寺駅南口（11番のりば）→ 難波（南海なんば高速BT） → 大阪駅前（桜橋口アルビ前） → バスタ新宿
- 関東バスと共同運行
  - 2022年12月26日：運行開始。

## 廃止・撤退路線
※旧郡山営業所・旧天理営業所各々の管轄となっていた路線を含む。

### 阪奈道路線
- 32：近鉄奈良駅 - 奈良市庁前 - 阪奈宝来 - 学園大和町（がくえんだいわちょう） - 学園大和町五丁目 - 学園大和町 - 藤の木台一丁目 - 赤膚山（あかはだやま）
- 38：高畑町 - 近鉄奈良駅 - （この間上記の32系統に同じ） - 赤膚山

※この2系統は2011年3月16日のダイヤ改正にて廃止された。

### 奈良都祁線
- 8：JR奈良駅 - 油阪船橋商店街前 - 近鉄奈良駅 - 奈良ホテル - 紀寺町 - 古市 - 下山 - 窪之庄 - 窪之庄南 - 櫟本 - 国道福住 - 国道一本松 - 国道針

### 天理上野線
上野天理線の項も参照。
- 16：天理駅 - 天理中大路 - 国道櫟本 - 国道福住 - 国道一本松 - 国道針 - 針インター - 国道山添 - 上野（上野市駅前）

※ 三重交通バスと並行して運行されていたが、奈良交通側は2006年（平成18年）10月1日のダイヤ改正をもって廃止され、天理都祁線の17系統に縮小された。

### 京都線
- 91系統：大安寺 - JR奈良駅 - 油阪船橋商店街前 - 近鉄奈良駅 - 木津 - 高麗 - 大久保 - 向島駅前 - 桃山 - 七条大橋 - 京都駅（烏丸口） - 近鉄京都駅（八条口）

奈良から京都まで結んでいた路線で、同区間を運行する近鉄バス京都線と共同運行の扱いであった（これとは別に京阪バスの京都駅 - 奈良間もあった）。もとは八木駅から京都駅までの長距離路線であったが、1990年代に系統分割された。また、京都市内ではクローズドドアシステムになっていた。なお、近鉄奈良駅 - 木津の間は停留所を近鉄バスに合わせていたため一部停留所を通過することから急行として案内されていた。運行便数は長らく1往復のみであったが、1996年に廃止となった。

### 奈良橿原線
- 92：高畑町 - 県庁前 - 近鉄奈良駅 - 油阪船橋商店街前 - JR奈良駅 - 三条川崎町 - 大森町 - 大安寺 - 北神殿 - シャープ前 - 番匠田中 - 国道横田 - 田原本 - 国道千代（ちしろ） - 新の口 - 八木駅

### 柳生笠置線
- 笠置駅 - 南笠置 - 柳生 - 大保 - 柳生丹生口

### 月ヶ瀬柳生線
- 柳生 - 邑地中村 - 月ノ瀬 - 月ヶ瀬尾山

### 六条山線
- 68：赤膚山 - 奥柳 - 六条山

2018年3月17日改正より奈良県総合医療センターへ延伸の上、試験運行という形で復活し、エヌシーバスが運行している。

### 志貴高校線
- 結崎駅 - 志貴高校

※ 県立高校の再編で志貴高等学校が2007年3月卒業生徒をもって閉校となったのに伴い、路線も廃止された。（奈良県立奈良情報商業高等学校の項も参照）

### 山添水間線
- （系統番号無し）：中峯山 - 広瀬口 - 鵜山（うやま） - 広瀬口 - 葛尾（くずお）

※ 2010年4月1日のダイヤ改正にて廃止された。廃止直前（2007年（平成19年）4月1日改正ダイヤ）は1日1往復のみの運行（土曜・休日ダイヤ施行日は全便運休）で、葛尾で三重交通バスの名張駅方面ゆき（52系統）（三重交通伊賀営業所の項を参照）と連絡するダイヤが組まれていた。
- （系統番号無し）：下水間 - 北野 - 国道山添 - 中峯山

※ 2013年4月1日のダイヤ改正にて廃止。
2010年4月6日時点では平日に1日2往復のみ運行（土曜・休日は全便運休）で、下水間で東山線（122系統）と連絡するダイヤが組まれていた。かつてJR奈良駅から中峯山方面への直行バス（上記「東山線」の項を参照）が運行されていたことから、下水間で122系統と乗り継ぐ場合には乗り継ぎ運賃が適用されていた。
上記2系統の代替として、山添村コミュニティバス・山添水間線（下水間 - 国道山添）、同・大西名張線（大西 - 葛尾 - 名張駅）が運行されている。

### スクール路線
- 文：大柳生 - 大平尾 - 大平尾上出
- 文：大柳生小学校前（現：興東中学校） - （旧）興東中学校（現：奈良市東部出張所） - 大柳生 - 大平尾 - 大平尾上出
- 文：大柳生小学校前（現：興東中学校）→大柳生→忍辱山→大慈仙（だいじせん）

### 高速やまと号　福岡線
- JR奈良駅 - 近鉄奈良駅 - 天理駅 - 筒井駅 - 小倉駅 - 砂津 - 博多駅 - 福岡バスセンター
- 西日本鉄道との共同運行だった。

## 車両
市内循環線（JR奈良駅－高畑町の臨時便を含む）及び恋の窪線は、運賃250円均一前乗り運賃先払いのため、ワンステップ及びノンステップの前中扉車を使用している。車両によって市内循環線1,2系統限定、市内循環線及び中循環線限定、これら全線での共通運用車両がある。なお、市内循環線の臨時便には、まれに整理券発行機を搭載した前後（中）扉の車両を前乗り後（中）降りで運用することもある。
これら以外の各路線は、整理券発行機を搭載した前後扉及び前中扉の車両を使用する。なお、13系統ＪＲ奈良駅－航空自衛隊線は、運賃210円均一であるが、現在は西大寺線と共通運用の関係で後（中）乗り運賃後払い式になっている。また、JR及び近鉄の郡山駅とイオンモール大和郡山を結ぶ路線については、駅発は後（中）乗り運賃後払い、駅行きは前乗り運賃先払いとなっている。

大型車・中型車を中心に、経年20年以上の最古参から最新鋭まで、様々な車両が所属している。2010年の平城遷都1300年記念事業に際して新車を大量導入した際は、当営業所に最も多く配属され、平城宮跡会場のイベント開催期間中は、同所へのシャトルバスなどに多く運用されている。また、行先表示のLED化が行われ、奈良交通から幕車は消えた。

## 註釈
1. ↑  運賃は全区間で1乗車150円（小児80円）となっている。[9]
2. ↑  運賃は全区間で1乗車100円（小児50円）となっている。[9]